# Hostel: Part II
Hostel: Part II är den andra delen i serien av Eli Roth efter skräckfilmen Hostel. Uppföljaren hade biopremiär 8 juni 2007.

## Handling
Tre amerikanska flickor åker till Italien på språkresa, och efter en kroki-lektion möter de den vackra och vänliga Axelle som övertalar flickorna till att följa med henne till Slovakien på en spa-semester. Vad de inte vet är att helvetet just har börjat.

## Rollista
- Lauren German - Beth Salinger
- Bijou Phillips - Whitney Swerling
- Heather Matarazzo - Lorna Weisenfreund
- Jay Hernandez - Paxton
- Roger Bart - Stuart
- Vera Jordanova - Axelle
- Milan Kňažko - Sasha Rassimov
- Edwige Fenech - The Italian Professor
- Patrik Zigo - Bubble Gum Gang Leader
- Richard Burgi - Todd
- Milda Jedi Havlas - Desk Clerk Jedi
- Roman Janecka - Roman
- Stanislav Ianevski - Miroslav
- Jordan Ladd - Stephanie
- Ruggero Deodato - Senior Fulci